# سیارک ۲۴۴۸۸
سیارک ۲۴۴۸۸ (به انگلیسی: 24488 Eliebochner، نامگذاری:2000YY111) بیست و چهار هزار و چهارصد و هشتاد و هشتمین سیارک کشف شده‌است که در ۳۰ دسامبر ۲۰۰۰ کشف شد.
قدر مطلق سیارک برابر ۱۵.۵ است.